# Повелитель кукол: Наследие
«Повелитель кукол: Наследие» (англ. Puppet Master: The Legacy) — американский фильм ужасов 2003 года режиссёра Чарльза Бэнда, восьмая часть киносериала Повелитель кукол. Картина представляет собой своеобразную ретроспективу всех прошлых частей киносериала, которая сопровождает рассказ Питера Херца и занимает большую часть экранного времени. Собственный материал фильма концентрируется лишь в одной локации — подвале, в котором Питер Херц ведёт свой рассказ.

## Сюжет
Некая женщина находится в тёмном помещении, а возле неё лежит толстая книга. Она звонит по мобильному телефону и сообщает, что пытается раскрыть секрет Андре Тулона, с помощью которого последний мог оживлять своих кукол. Поняв, что из книги ей ничего конкретного не узнать, она сообщает своему сообщнику о своём намерении переходить к так называемому плану № 2. В дальнейшем женщина спускается в подвал, где обнаруживает находящегося в окружении всевозможных кукол и игрушек старика. Она наводит на него пистолет и предлагает «по хорошему» рассказать всё, что он знает о секрете Андре Тулона. Оказывается старик является тем самым мальчиком, который познакомился с Тулоном в третьей части киносериала.

## В ролях
| Актёр               | Роль                  |
| ------------------- | --------------------- |
| Джейкоб Уиткин      | Питер Херц в старости |
| Кейт Орсини         | наёмница              |
| Джордж «Бак» Флауэр | Мэттью (хроника)      |